# سیمان آلومینات کلسیم
سیمان آلومینات کلسیم نوعی سیمان است که عمدتاً از آلومینات کلسیم تشکیل شده‌است.

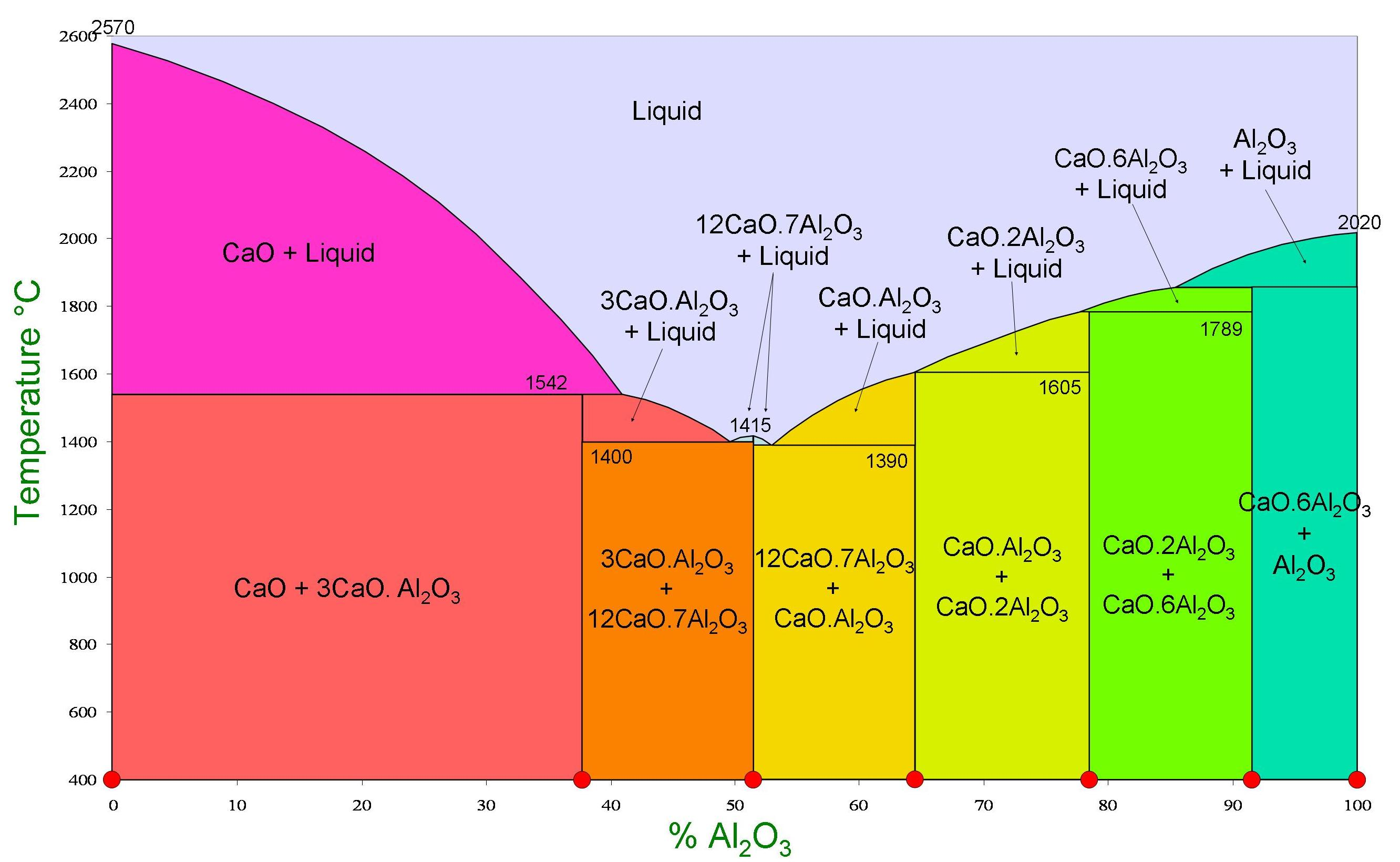
دیاگرام فازی آلومینات کلسیم موجود در anhydrous calcium aluminate قبل از خشک شدن.

## تاریخچه
روش ساخت سیمان از سنگ آهک و بوکسیت کم سیلیس در سال ۱۹۰۸ توسط Bied از شرکت Pavin de Lafarge در فرانسه ثبت اختراع شد. توسعه اولیه در نتیجه جستجوی سیمانی بود که مقاومت به سولفات را ارائه می‌داد. این سیمان در فرانسه به "Ciment fondu" معروف شد. متعاقباً سایر خصوصیات خاص آن کشف شد و همین امر منجر به آینده آن در کاربردهای خاص شد. تا سال ۲۰۱۰، این محصول با نام سیمان FONDAG در بازار ایالات متحده یافت می‌شد که گاهی اوقات به آن ALAG (ALuminous Aggregate) نیز گفته می‌شود. سیمان FONDAG ترکیبی از آلومینا تا ۴۰ درصد است که در دمای بالا و چرخه حرارتی از ۱۸۴–۱٬۰۹۳ درجه سانتیگراد (-۳۰۰–۲۰۰۰ درجه فارنهایت) پایدار است.

## تولید
این سیمان از باهم ترکیب شدن مخلوطی از یک ماده حاوی کلسیم (به‌طور معمول اکسید کلسیم از سنگ آهک) و یک ماده حاوی آلومینیوم (به‌طور معمول بوکسیت برای اهداف عمومی یا آلومینای تصفیه شده برای سیمان‌های سفید و نسوز) ساخته می‌شود. مخلوط مایع شده به شکل کلینکر، شبیه بازالت که برای تولید محصول نهایی به تنهایی آسیاب می‌شود، سرد می‌شود. از آنجا که ذوب کامل معمولاً انجام می‌شود، می‌توان از مواد اولیه به صورت کلوخه استفاده کرد. چیدمان کوره معمولی دارای یک شافت به سمت پایین است. پیش گرم‌کننده بیشتر گرمای موجود در گازهای احتراق را بازیابی می‌کند، بوکسیت را از دست می‌دهد و هیدروکسیل می‌کند و سنگ آهک را کربنات می‌کند. مواد کلسینه شده به «انتهای خنک» حمام مذاب می‌ریزد، مذاب انتهای داغ کوره را به قالب‌هایی ریخته و در آن خنک و جامد می‌شود. این سیستم با زغال سنگ پودر شده یا نفت حرارت داده می‌شود. کلینکر خنک شده خرد شده و در آسیاب گلوله ای آسیاب می‌شوند. در مورد سیمان‌های نسوز با آلومینا بالا، که مخلوط فقط پودر می‌کند، می‌توان از کوره دوار استفاده کرد.

## واکنش با آب
واکنش‌های هیدراسیون سیمان‌های آلومینات کلسیم بسیار پیچیده‌است. فازهای ایجاد کننده مقاومت عبارتند از: آلومینات مونو کلسیم، هپتا آلومینیوم دودکا-کلسیم و بلیت، آلومینوفریت کلسیم، دی الومینات مونوکلسیم، ژلنیت و پلوکرویت کمک کمی به قدرت می‌کنند.
آلومینات‌های واکنشی در ابتدا با آب واکنش می‌دهند تا مخلوط‌های زیر ایجاد شود:
CaO · Al2O3 · 10 H2O
2CaO · Al2O3 · 8 H2O
3CaO · Al2O3 · 6 H2O, and Al(OH) 3 gel
مقدار هرکدام به درجه حرارت پخت بستگی دارد.

## کاربرد
از سیمان‌های آلومینات کلسیم به دلیل هزینه نسبتاً بالا، در تعدادی از برنامه‌های محدود که عملکرد به دست آمده هزینه‌ها را توجیه می‌کند، استفاده می‌شود:
- در بتن‌های ساختمانی، که به مقاومت سریع حتی در دماهای پایین نیز نیاز است.
- به عنوان یک آستر محافظ در برابر خوردگی میکروبی مانند زیرساخت‌های فاضلاب.
- در بتن‌های نسوز، جایی که مقاومت در دمای بالا مورد نیاز است.
- به عنوان یک جز در فرمولاسیون‌های مخلوط سیمان، برای خواص مختلف از جمله مقاومت فوق‌العاده سریع و انبساط کنترل شده مورد نیاز است.
- در شبکه‌های فاضلاب برای مقاومت بالا در برابر خوردگی بیوژنیک سولفید.

## کاربرد در شبکه‌های فاضلاب
مقاومت در برابر خوردگی بیوژنیک سیمان‌های آلومینات کلسیم امروزه در سه کاربرد اصلی استفاده می‌شود:
لوله آهن شکل‌پذیر برای فاضلاب دارای یک پوشش داخلی ساخته شده از ملات سیمان آلومینات کلسیم است،
لوله‌های بتنی برای فاضلاب می‌توانند با بتن سیمان آلومینات کلسیم با جرم کامل یا با یک پوشش داخلی از ملات سیمان آلومینات کلسیم ساخته شوند،
بازسازی زیرساخت‌های فاضلاب قابل دسترسی با ملات ۱۰۰٪ آلومینات کلسیم با استفاده از یکی از روش‌های نصب زیر:
- سپری مرطوب کم فشار
- اسپری مرطوب سر چرخشی
- اسپری خشک فشار قوی (گانیت).

## چالش‌ها و مسائل
استفاده نادرست از سیمان‌های آلومینات کلسیم باعث ایجاد مشکلات ساختاری زیادی شده، به ویژه در سه‌ماهه سوم قرن ۲۰ که این نوع سیمان به دلیل خاصیت سخت شدن سریع تر مورد استفاده قرار گرفت. پس از چندین سال بعضی از ساختمانها به دلیل تخریب سیمان فرو ریختند و بسیاری از آنها باید تخریب یا تقویت شوند. گرما و رطوبت روند تخریب موسوم به «تبدیل» را تسریع می‌کنند.
در ۸ فوریه ۱۹۷۴ سقف استخر شنا در انگلیس فرو ریخت. در اسپانیا، یک بلوک مسکونی بزرگ با نام مستعار کره (زیرا در آن برای ساخت خانه آمریکایی‌ها در طول جنگ کره ساخته شده بود)، ساختهٔ ۱۹۵۱ ~ ۱۹۵۴ تحت تأثیر قرار گرفت و باید در سال ۲۰۰۶ تخریب شود. همچنین در مادرید استادیوم فوتبال ویسنته کالدرون تحت تأثیر قرار گرفت و باید تا حدی بازسازی و تقویت می‌شد.